# Stari Jankovci
Stari Jankovci è un comune della Croazia di 6 563 abitanti della Regione di Vukovar e della Sirmia.